# Warwick Davis
Warwick Ashley Davis, född 3 februari 1970 i Epsom, Surrey, är en brittisk skådespelare.
Davis spelade ewoken Wicket Wystri Warrick i Jedins återkomst (1983), Hjältarnas karavan: Ewokernas återkomst (1984) och Ewoks: Flykten från Endor (1985). Han medverkade även i Labyrint (1986) och hade titelrollen i Willow (1988).
Davis har även medverkat i Star Wars: Episod I - Det mörka hotet (1999), miniserien The 10th Kingdom (2000), Harry Potter-filmerna, Ray (2004) och Liftarens guide till galaxen (2005). Han har även spelat den elake pysslingen i Leprechaun-filmerna.
Davis är 107 cm lång. Han mötte sin hustru Samantha Davis (född Burroughs 1971) på inspelningen av Willow där hon jobbade som statist. De gifte sig 1991 och har två barn ihop.

## Filmografi i urval
- 2016 – Rogue One: A Star Wars Story
- 2015 – Star Wars: The Force Awakens
- 2012 – En idiot på resa (TV-serie)
- 2011–2013 –  Life's Too Short (TV-serie)
- 2011 – Harry Potter och dödsrelikerna – Del 2
- 2010 – Harry Potter och dödsrelikerna – Del 1
- 2009 – Harry Potter och halvblodsprinsen
- 2008 – Berättelsen om Narnia: Prins Caspian
- 2007 – Harry Potter och Fenixorden
- 2005 – Harry Potter och den flammande bägaren
- 2005 – Liftarens guide till galaxen
- 2004 – Ray
- 2004 – Harry Potter och fången från Azkaban
- 2002 – Harry Potter och Hemligheternas kammare
- 2001 – Harry Potter och de vises sten
- 1999 – Star Wars: Episod I - Det mörka hotet
- 1996 – Gullivers Resor
- 1994 – Leprechaun 2
- 1993 – Leprechaun
- 1990 – Silvertronen (TV-serie)
- 1989 – Prins Caspian och skeppet Gryningen (TV-serie)
- 1988 – Willow
- 1986 – Labyrint
- 1985 – Ewoks: Flykten från Endor (TV-film)
- 1984 – Hjältarnas Karavan: Ewokarnas Återkomst (TV-film)
- 1983 – Jedins återkomst